# Rugby Club Hyères Carqueiranne La Crau
Ne doit pas être confondu avec le Rugby Club hyérois.
Ne doit pas être confondu avec le Rugby Club Hyères Carqueiranne La Crau 83, club créé en 2024.
Maillots
Le Rugby Club Hyères Carqueiranne La Crau est un club français de rugby à XV basé à Hyères dans le département du Var et représentant les villes de Hyères, Carqueiranne et de La Crau. Le club évolue dans le stade André-Véran à Hyères.
Le club disparaît après la saison 2023-2024, après avoir fait l'objet d'une liquidation judiciaire.

## Histoire

### Prémices du rugby à Hyères et Carqueiranne
L'US Carqueiranne a notamment été champion de France Honneur en 1972.
Le Rugby Club hyérois de son côté a effectué cinq saisons en élite française entre 1983 et 1988 et a été deux fois demi-finaliste de la Coupe de France en 1984 et en 1986.

### Fondation du club
Le Rugby Club Carqueiranne Hyères a été fondé en 2000 par la fusion de l'Union sportive de Carqueiranne et du Rugby Club hyérois et d'un rapprochement d'abord avec les communes de Carqueiranne et de Hyères, puis en 2003 par celle de La Crau. En 2010, le club est renommé Rugby Club Hyères Carqueiranne La Crau après le refus du Racing Club hyérois de participer à une nouvelle fusion.

### Premières montées
En 2017, les Varois montent en Fédérale 1 et sont champion de France de Fédérale 2 après une victoire en finale 12-6 face à l'US Bergerac.
En 2022, les Varois montent en Nationale et terminent vice-champion de France après une défaite 15-11 contre le Rennes EC en finale de Fédérale 1.

### Disparition en 2024
Durant la saison 2023-2024, le club parvient à se maintenir en Nationale. Pourtant malgré cette réussite sur le plan sportif, le club varois fait face à de sérieux problèmes financiers. Après des mois d'espérance, le RCHCC ne parvient finalement pas à être sauvé. Ainsi, le 5 août 2024, le club est placé en liquidation par le tribunal judiciaire après avoir accusé un déficit de plusieurs centaines de milliers d'euros. Malgré son maintien sur le plan sportif, la participation du RCHCC à la saison 2024-2025 de Nationale est ainsi révoquée ; outre la structure de l'équipe première, l'association est également sujette à liquidation, marquant la disparition du RCHCC,.
Afin de pérenniser la pratique du rugby à Hyères, Carqueiranne et La Crau, le projet de création d'un nouveau club est envisagé ; les trois communes émettent le souhait de rester en association au sein de la nouvelle structure : le Rugby Club Hyères Carqueiranne La Crau 83 (RCHCC 83) est ainsi créé,, disputant sa saison inaugurale 2024-2025 en Régionale 3.

## Identité du club
Sur le logo figurent l'acronyme du club RCHCC en jaune, deux palmiers, emblème de Hyères, ainsi que trois tulipes feuillées présentes sur le blason de Carqueiranne et un soleil d'or présent sur le blason de La Crau.

## Palmarès

### Détail du palmarès
| Compétitions nationales |
| - Championnat de France de Fédérale 1 : - Vice-champion (1) : 2022 - Championnat de France de Fédérale 2 : - Champion (1) : 2017 |

### Finales disputées
| Compétition                                    | Date de la finale | Vainqueur                      | Score | Finaliste                      | Lieu de la finale                         | Spectateurs |
| ---------------------------------------------- | ----------------- | ------------------------------ | ----- | ------------------------------ | ----------------------------------------- | ----------- |
| Championnat de France de 2e division fédérale  | 25 juin 2017      | RC Hyères Carqueiranne La Crau | 12-6  | US Bergerac                    | Stade Louis-Trigit, Pézenas               | 1 200       |
| Championnat de France de 1re division fédérale | 12 juin 2022      | Rennes EC                      | 15-11 | RC Hyères Carqueiranne La Crau | Stade Évelyne-Jean-Baylet, Valence-d'Agen |             |

## Personnalités du club

### Présidents
- 2016-2023 :  Alain Brenguier
- 2023-2024 :  Patrice Teisseire[13]
- Avril - juin 2024 :  Florian Lorimier
- Juillet - août 2024 :  Laurent Mazzela  Hervé Saussol

### Entraîneurs
| Période   | Manager           | Entraîneurs                                          | Palmarès        |
| --------- | ----------------- | ---------------------------------------------------- | --------------- |
| 2016-2018 | Grégory Le Corvec | Patrick Pézery (avants) Martin Jágr (arrières)       | Fédérale 2 2017 |
| 2018-2021 | Grégory Le Corvec | Stéphane Aureille (avants) Manuel Bouttet (arrières) |                 |
| 2021-2023 | Grégory Le Corvec | Patrick Pézery (principal) Manuel Bouttet (arrières) |                 |
| 2023-2024 | Grégory Le Corvec | Sébastien Bruno (avants) Manuel Bouttet (arrières)   |                 |

### ‌Joueurs emblématiques
- Franck Alazet
- Rudy Chéron
- André Da Silva
- Mohamed Dridi

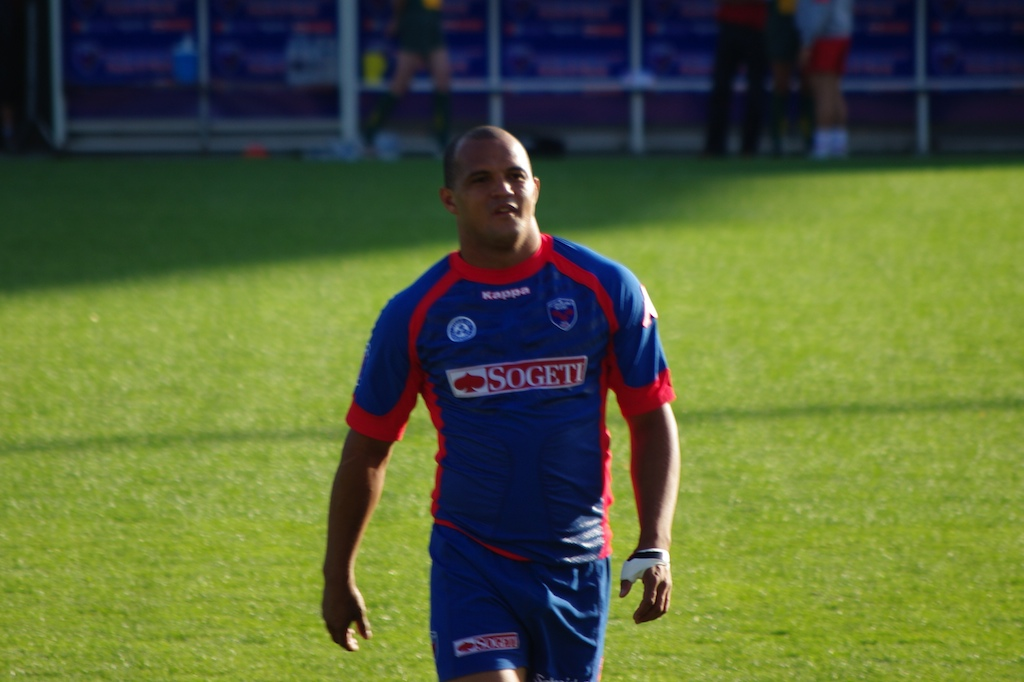
Wylie Human
- Martin Jágr
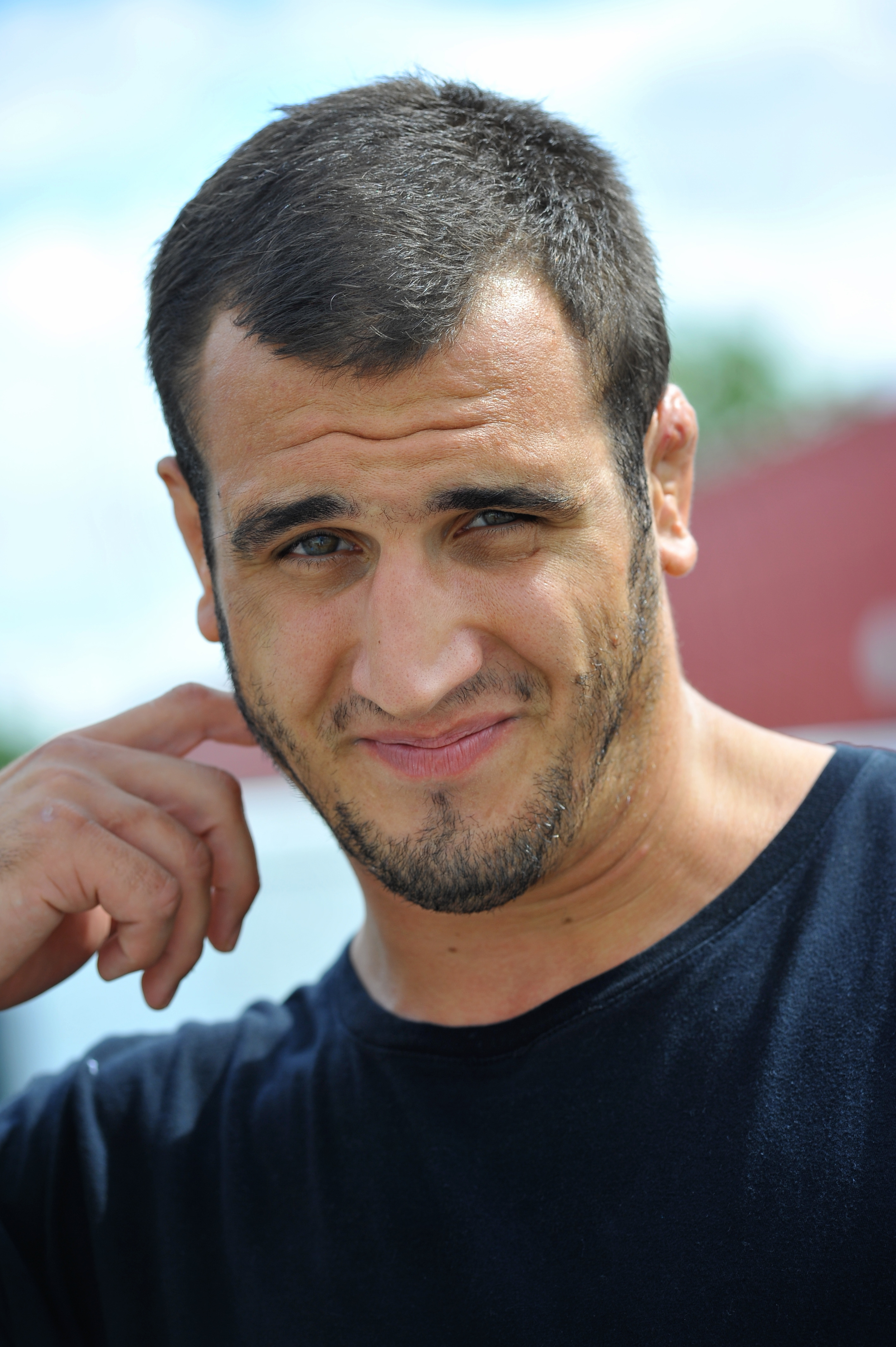
Yoann Maestri
- Mehdi Merabet
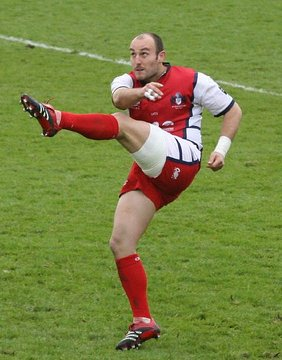
Ludovic Mercier
- Miroslav Nemecek
- Rachid Ourak
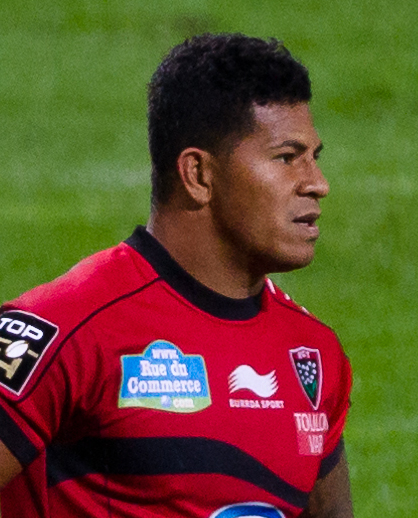
David Smith
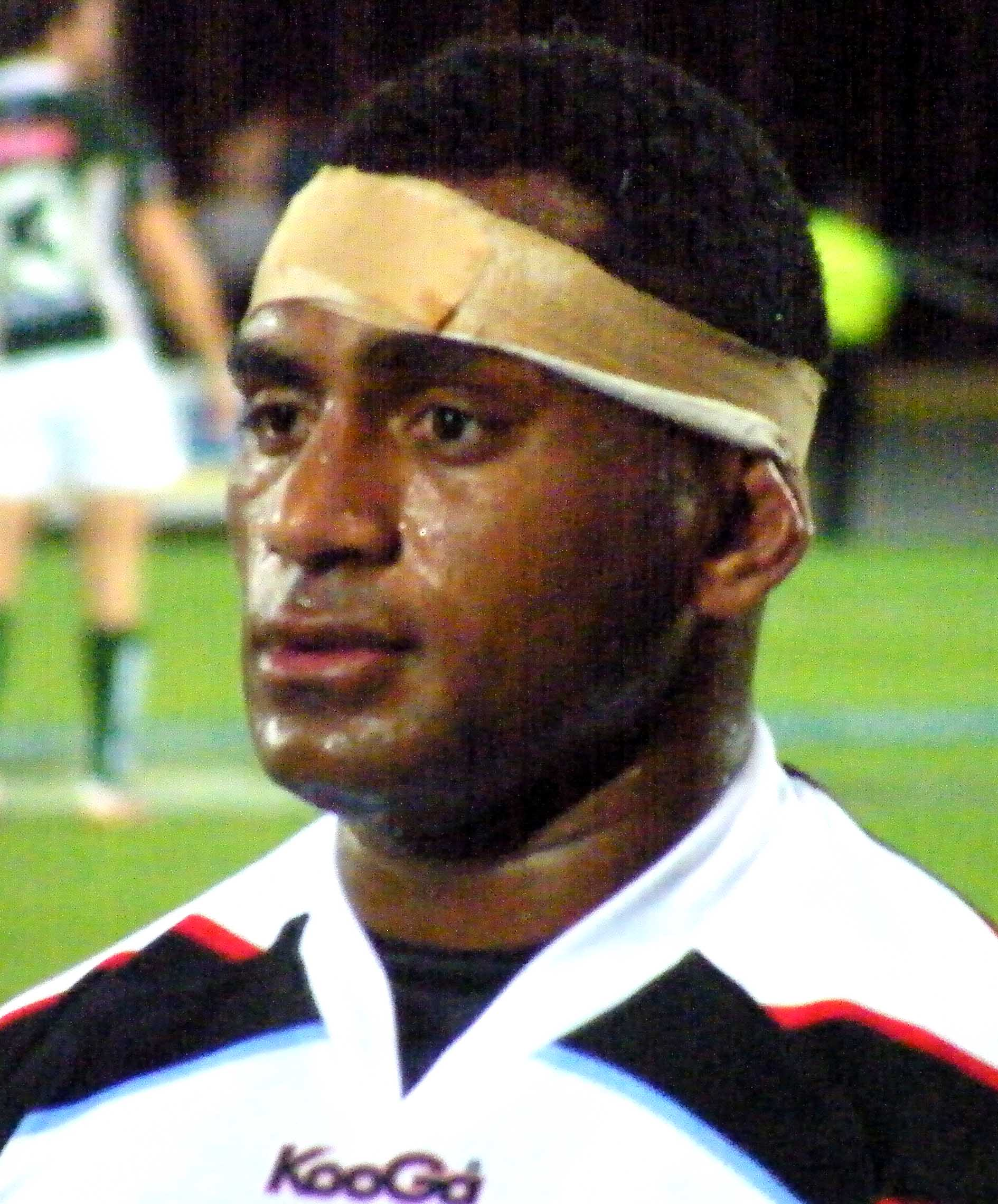
Waisale Sukanaveita
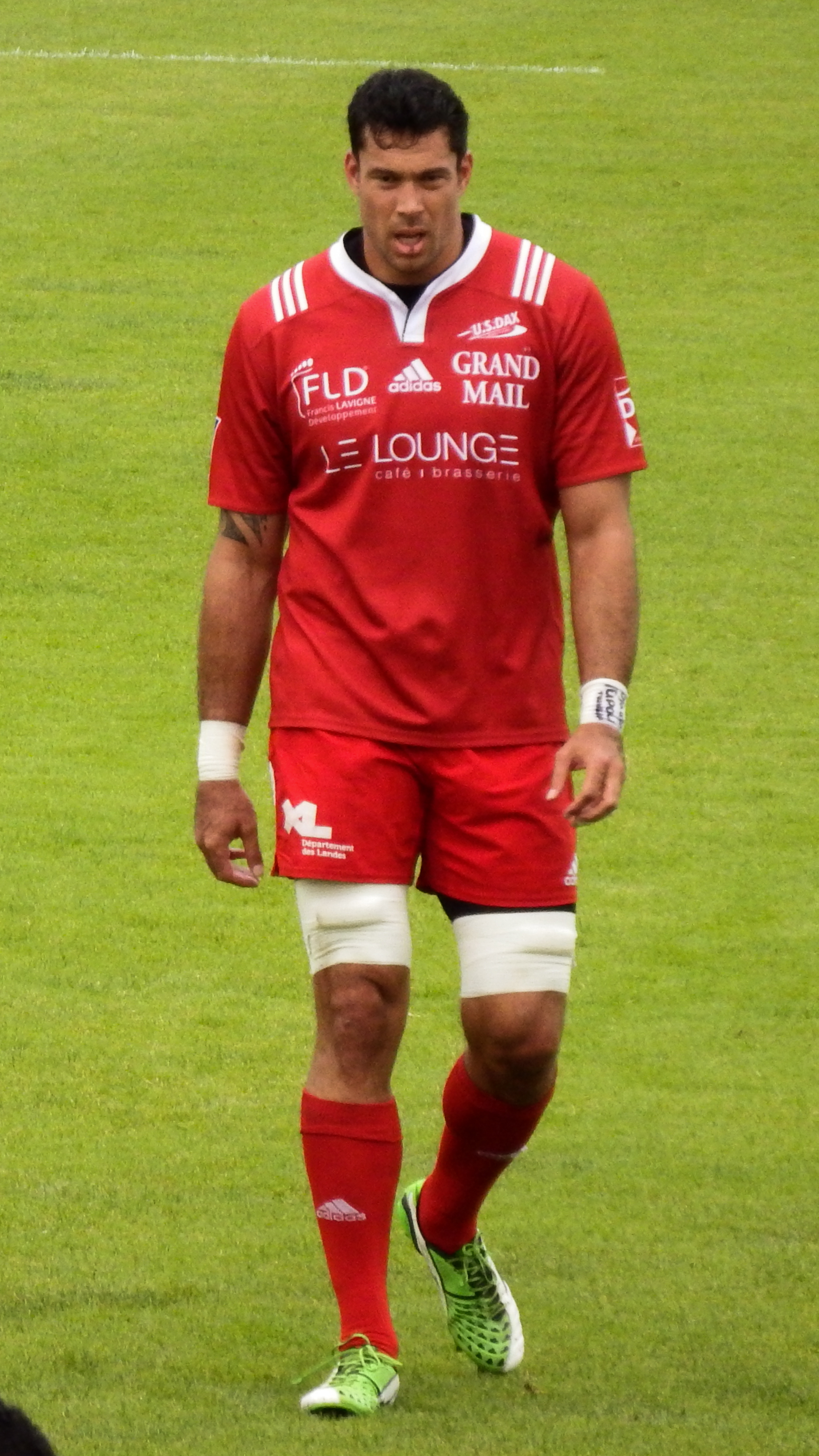
Joseph Tu'ineau
- Loni Uhila
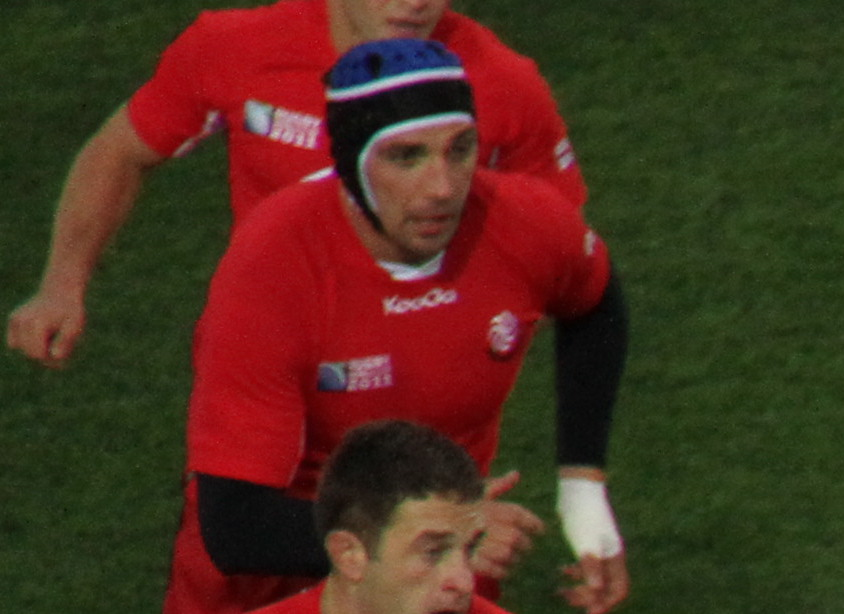
Ilia Zedguinidze
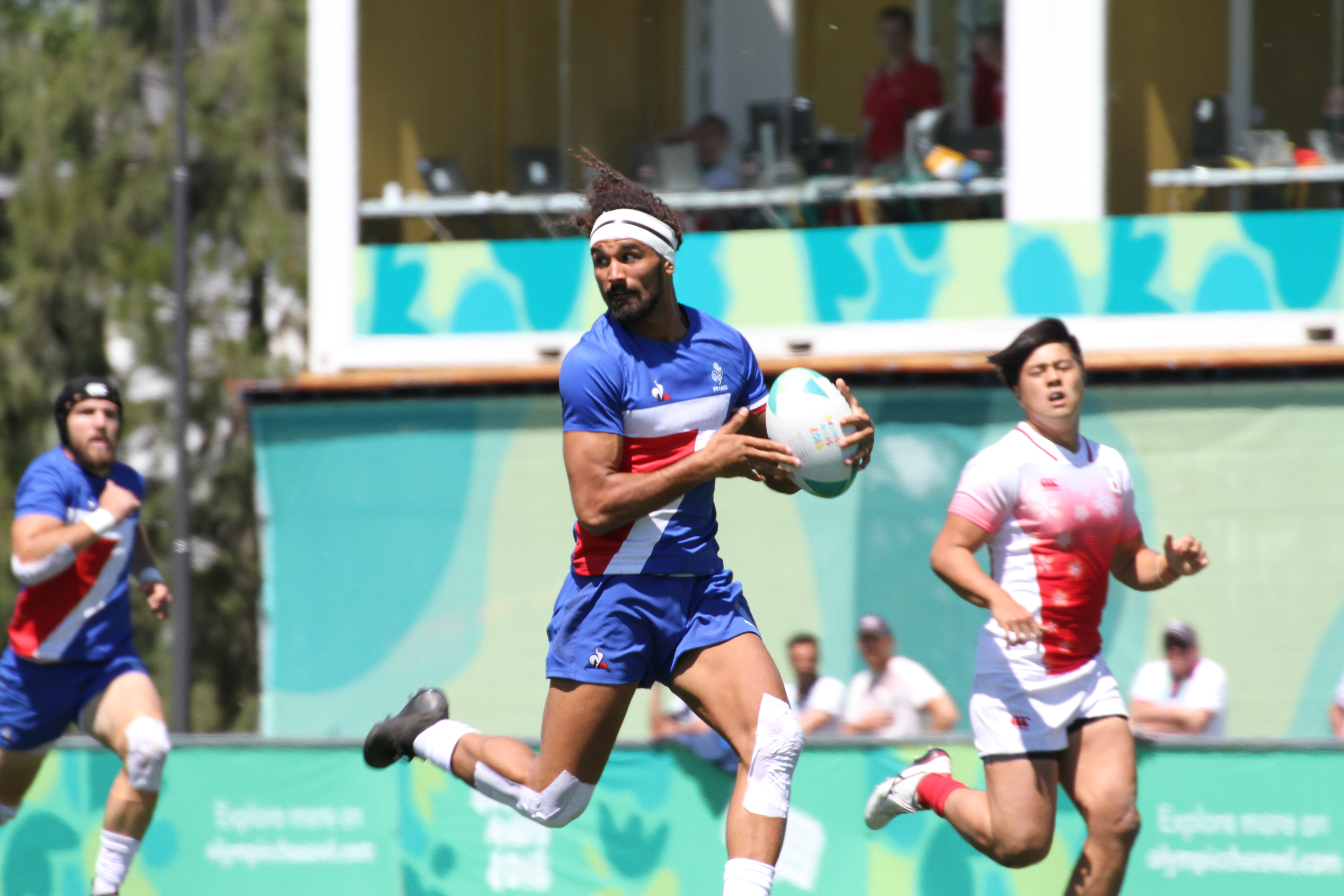
Erwan Dridi

- Clément Martinez
- Teiva Jacquelain
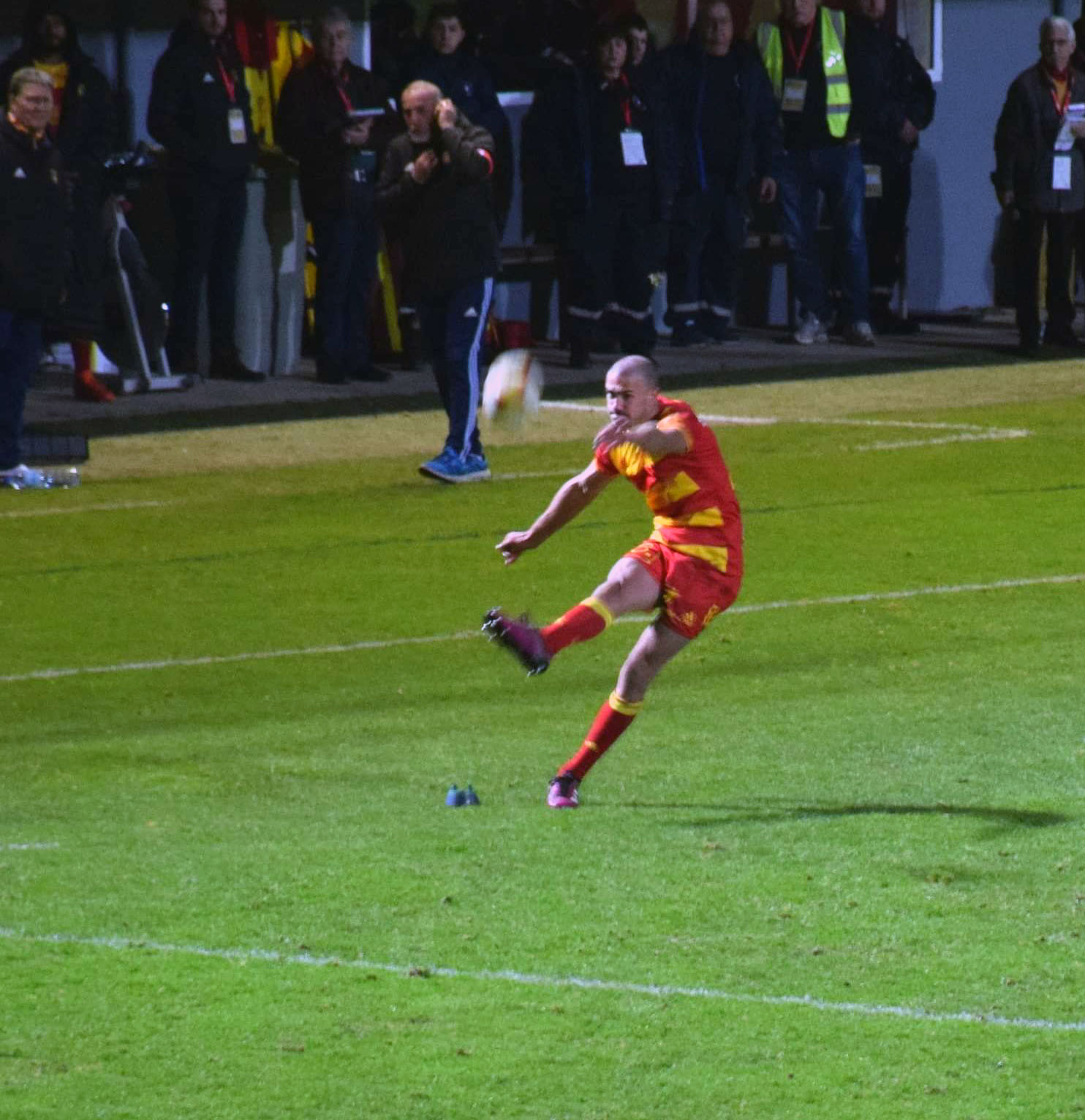
Melvyn Jaminet
- Kilian Tripier
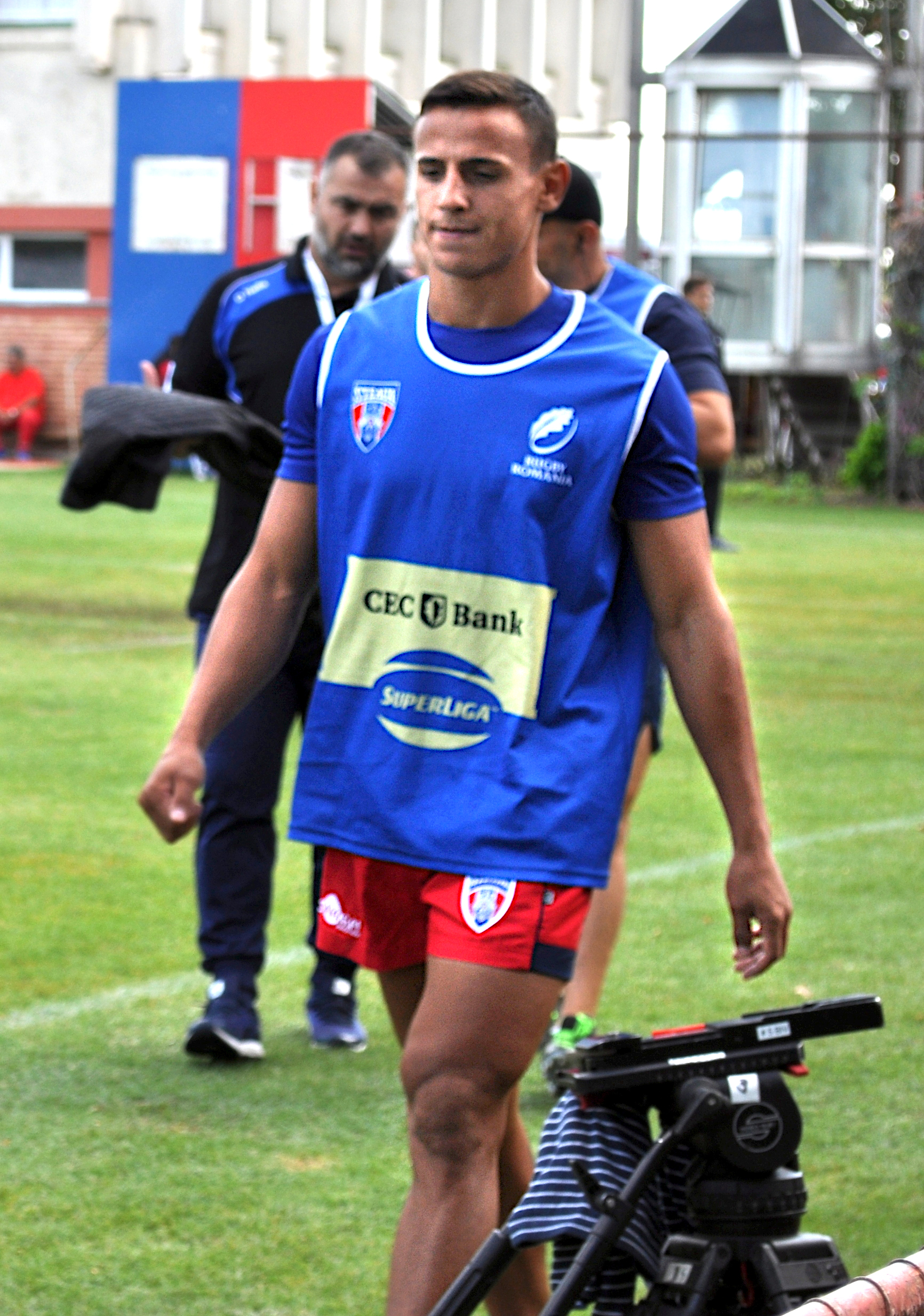
Ionel Melinte (en)
- Costel Burtilă
- Lachie Munro (en)

- Wylie Human
- Yoann Maestri
- Ludovic Mercier
- David Smith
- Waisale Sukanaveita
- Joseph Tu'ineau
- Ilia Zedguinidze
- Erwan Dridi
- Melvyn Jaminet
- Ionel Melinte